# Фрегати класу «Де зевен провінцієн»
Фрегати класу «Де зевен провінцієн» (нід. De Zeven Provinciënklasse fregatten) — клас голландських ракетних фрегатів, прийнятий на озброєння Королівських ВМС Нідерландів 2002 року. Збудовано 4 кораблі, основними завданнями яких є протиповітряна оборона та управління. Кораблі відіграють подібну роль, як німецькі фрегати класу «Заксен». На голландському флоті їхня скорочена назва позначається LCF (Luchtverdedigings - en commandofregat).

## Історія
Фрегати «Де зевен провінцієн» замінили на озброєнні 2 кораблі класу «Тромп» та 6 класу «Карел Доорман». Кораблі будували з використанням стелт-властивостей, тобто з мінімальним відбиттям радіолокаційних сигналів. Більшу частину обладнання забезпечено компанією Thales Nederland: радіолокаційна станція огляду повітряного простору SMART-L, радар APAR, інфрачервона систему спостереження за цілями Thales Sirius IRST, оптоелектронні головки Mirador та система радіоелектронної боротьби Thomson Racal Sabre. Вартість одиниці кораблів цього класу становила 600 мільйонів євро або 816 мільйонів доларів США.

## Протипіратські операції

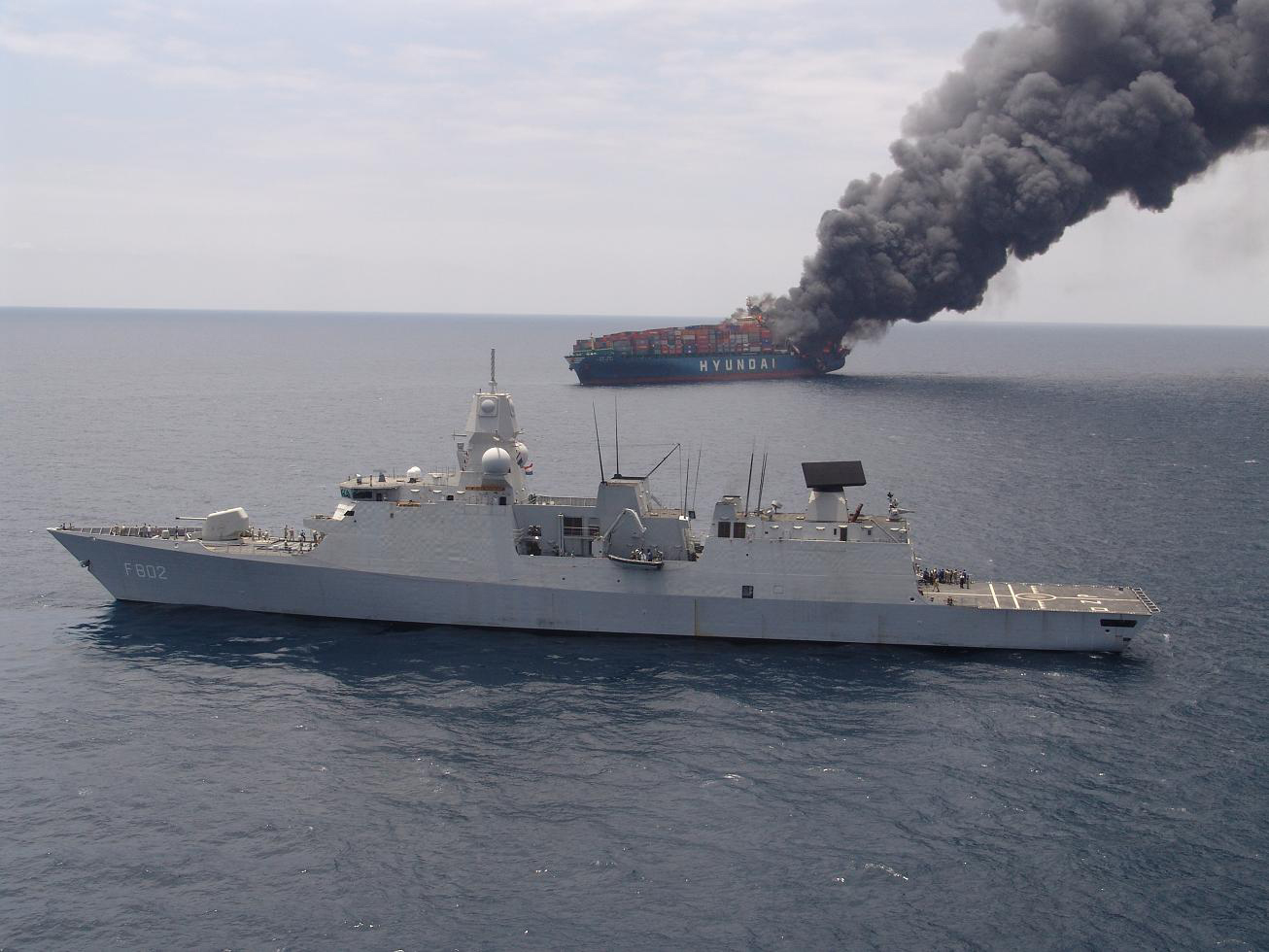
Фрегат "De Zeven Provinciën" (F802) іде на підмогу контейнеровозу, охопленому пожежею

Кораблі класу «Де зевен провінцієн» брали участь у протипіратських операціях біля узбережжя Сомалійського півострова, і доволі успішно. У грудні 2009 року HNLMS Evertsen заарештував піратів, які напали на торгове судно BBC Того. 14 березня HNLMS Tromp потопив піратське судно, яке намагалось захопити МВ Любек, у квітні 2010 року командоси відбили у піратів контейнеровоз МВ Тайпан, спустившись на його борт з вертольота Lynx. На початку 2013 року HNLMS De Ruyter брав участь в операції, вперше використовуючи вертоліт NHI NH90.

## Громадянська війна в Лівії
У лютому 2011 року, після спалаху кривавих протестів у Лівії, HNLMS Tromp був направлений до затоки Великий Сірт для евакуації громадян Нідерландів. Під час спроби вивезти голландця та шведку з околиць міста Сірт вірні Муамару Каддафі військові захопили голландський вертоліт «Lynx» із екіпажем із трьох осіб, яких згодом відпустили, вертоліт же повернули після закінчення війни.

## Побудовані кораблі
| Тактичний знак | Ім'я                | Закладення       | Запуск           | Вступ в експлуатацію |
| -------------- | ------------------- | ---------------- | ---------------- | -------------------- |
| F802           | De Zeven Provinciën | 1 вересня 1998 р | 8 квітня 2000 р  | 26 квітня 2002 р     |
| F803           | Tromp               | 3 вересня 1999 р | 7 квітня 2001 р  | 14 березня 2003 р    |
| F804           | De Ruyter           | 1 вересня 2000 р | 13 квітня 2002 р | 22 квітня 2004 р     |
| F805           | Evertsen            | 3 вересня 2001 р | 19 квітня 2003 р | 10 червня 2005 р     |

## Виноски
1. ↑  deployed units. [Архівовано 2013-03-22 у Wayback Machine.] eunavfor.eu
2. ↑  Dutch Lynx captured in Libya to be returned.

## Зовнішні посилання
- Militarium – Fregaty typu De Zeven Provincien (пол.).
- naval-technology.com – De Zeven Provincien Class (LCF) Air Defence and Command Frigates (англ.).